# Ludwig Breßler
Ludwig Breßler (* 7. März 1862 in Hanau; † 19. März 1955 in Kassel) war ein deutscher General der Infanterie und Ritter des Ordens Pour le Mérite.

## Leben
Breßler trat aus dem Kadettenkorps kommend am 17. April 1880 als Sekondeleutnant in das 7. Rheinische Infanterie-Regiment Nr. 69 der Preußischen Armee in Trier ein. Dort fungierte er ab 1. November 1886 als Adjutant des II. Bataillons und wurde am 22. Mai 1889 zum Premierleutnant befördert. Als solcher war er vom 1. Januar 1890 bis 1. Oktober 1892 Adjutant des Bezirkskommandos Andernach. Er kehrte anschließend zu seinem Stammregiment zurück, wo man ihn am 17. März 1894 zum Hauptmann beförderte. Am 27. März 1898 folgte seine Versetzung nach Straßburg, wo Breßler als Kompaniechef im 4. Unter-Elsässischen Infanterie-Regiment Nr. 143 diente. Es folgte am 22. März 1900 seine Versetzung in den Großen Generalstab, wo man ihn in der Eisenbahn-Abteilung verwendete. Nach einem Jahr wurde er zum Eisenbahn-Linien-Kommandant Berlin ernannt und am 15. September 1904 zum Major befördert. Diese Funktion hatte Breßler bis zu seiner Versetzung am 22. Mai 1911 inne und fungierte in der Folgezeit als Kommandeur des I. Bataillons des 1. Hannoverschen Infanterie-Regiments Nr. 74. Als Oberstleutnant (seit 17. Juli 1911) versetzte man ihn am 1. Oktober 1912 in den Stab des 8. Westpreußischen Infanterie-Regiments Nr. 175 nach Graudenz. Man beauftragte ihn dann am 18. Dezember 1913 mit der Führung des ebenfalls in Graudenz stationierten 3. Westpreußischen Infanterie-Regiments Nr. 129 und ernannte ihn zeitgleich mit seiner Beförderung zum Oberst am 17. Februar 1914 zu deren Kommandeur.
Mit dem Regiment kam Breßler nach der Mobilmachung und Ausbruch des Ersten Weltkriegs zunächst an der Ostfront bei einer Reihe von Grenzschutzkämpfen, den Schlachten bei Gumbinnen, Tannenberg sowie an den Masurischen Seen zum Einsatz. Am 25. Januar 1915 gab er das Regiment ab und übernahm die 93. Reserve-Infanterie-Brigade. Für die Leistungen während der Kämpfe in den Karpaten, Galizien und Russland wurde Breßler, nachdem er bereits beide Klassen des Eisernen Kreuzes erhalten hatte, mit dem Kronenorden II. Klasse mit Schwertern ausgezeichnet. Nachdem Breßler am 22. März 1917 Generalmajor geworden war, ernannte ihn Kaiser Wilhelm II. am 9. Dezember 1917 zum Kommandeur der 121. Infanterie-Division, die an der Westfront südöstlich Verdun auf der Cambres-Höhe lag. Während der Abwehrkämpfe bei Nesle und Noyon bewährte sich Breßler erneut und wurde am 9. Oktober 1918 mit dem Orden Pour le Mérite ausgezeichnet. Nach weiteren Abwehrkämpfen marschierten die Reste des Großverbandes nach dem Waffenstillstand in die Heimat zurück.
Breßler gab am 17. Dezember 1918 das Kommando über die Division ab und wurde als Offizier von der Armee zur Verfügung gestellt. Am 15. März 1919 ernannte man ihn zum Kommandeur der 37. Division und des Auflösungsstabes 78 in Allenstein. Von beiden Kommandos wurde Breßler am 9. Oktober 1919 entbunden und einen Tag später mit dem Charakter als Generalleutnant zur Disposition gestellt.
Breßler erhielt am 27. August 1939, dem sogenannten Tannenbergtag, den Charakter als General der Infanterie verliehen.